# Eutrema japonicum
El wasabi (ワサビ o わさび（山葵）?  antiguamente 和佐比; Eutrema japonicum) es una especie de planta de la familia Brassicaceae, la cual incluye las coles, el rábano picante y la mostaza. También es denominada rábano picante japonés, si bien el rábano picante es una planta diferente (la cual muchas veces es empleada como un sustituto del wasabi, a causa de la escasez de la planta). Su tallo es utilizado como condimento y es extremadamente pungente en un grado que se asemeja más a la mostaza picante que a la capsaicina en los ajíes o chiles, produciendo vapores que estimulan las fosas nasales más que la lengua. En estado natural, la planta crece a la orilla de cauces de arroyos en los valles de Japón. Las dos variedades comerciales principales son E. japonicum 'Daruma' y 'Mazuma', pero hay muchas otras.
El origen del uso del wasabi en la gastronomía ha sido determinado gracias a registros históricos que indican que comenzó en la Prefectura de Nara.

## Usos

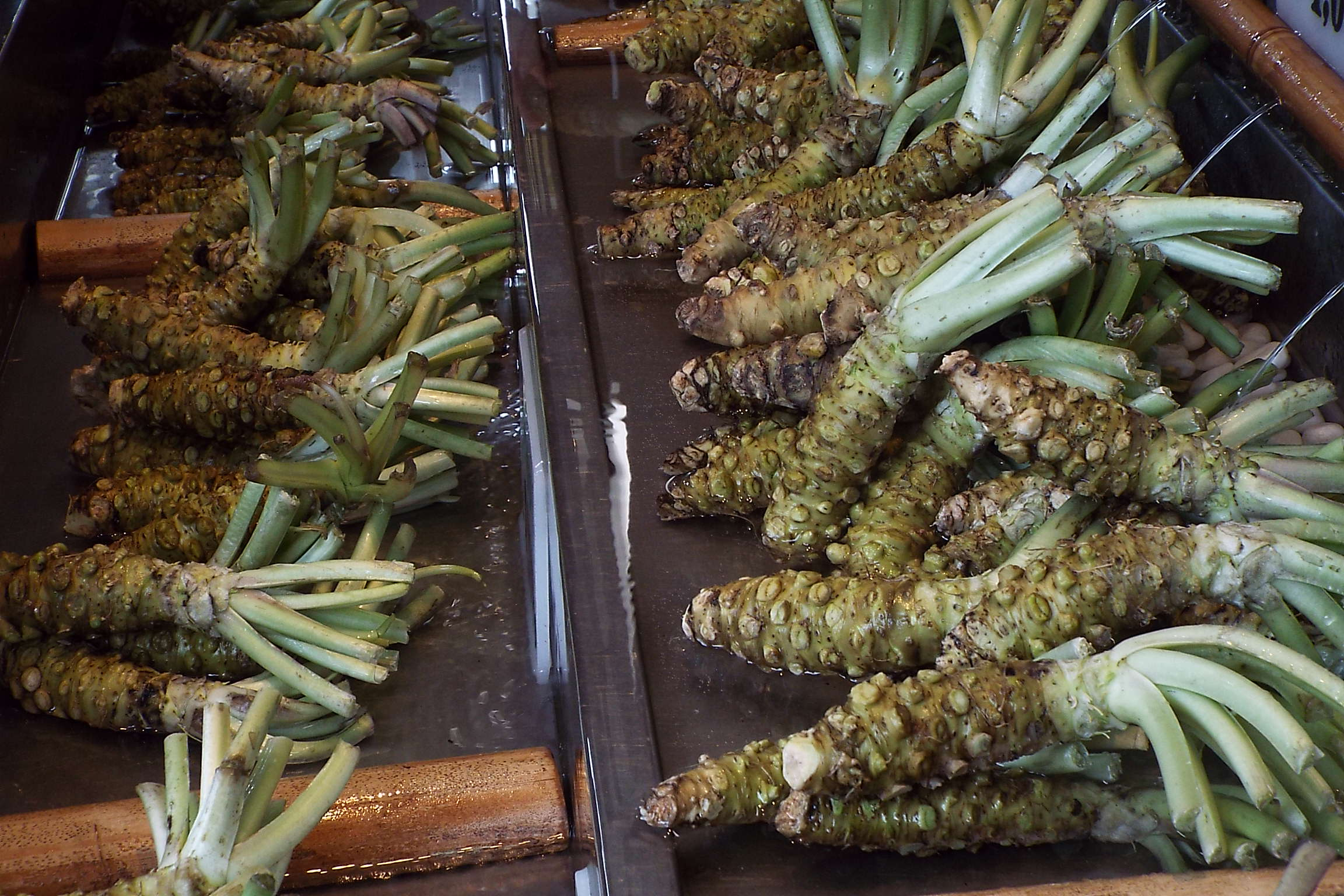
Tallos frescos de wasabi a la venta en el Daio Wasabi Farm en Azumino, Prefectura de Nagano, Japón.

El wasabi es comercializado bien como tallo, el cual debe ser rallado muy fino antes de usarlo, como un polvo seco en grandes cantidades, o como una pasta lista para usar en tubos similares al del envase de dentífrico. Debido a que crece mayormente sumergido, es común creer erróneamente que la parte del wasabi que se utiliza es una raíz o a veces hasta un rizoma: en realidad es el tallo de la planta, con las marcas características donde las hojas viejas se han desprendido o han sido arrancadas. 

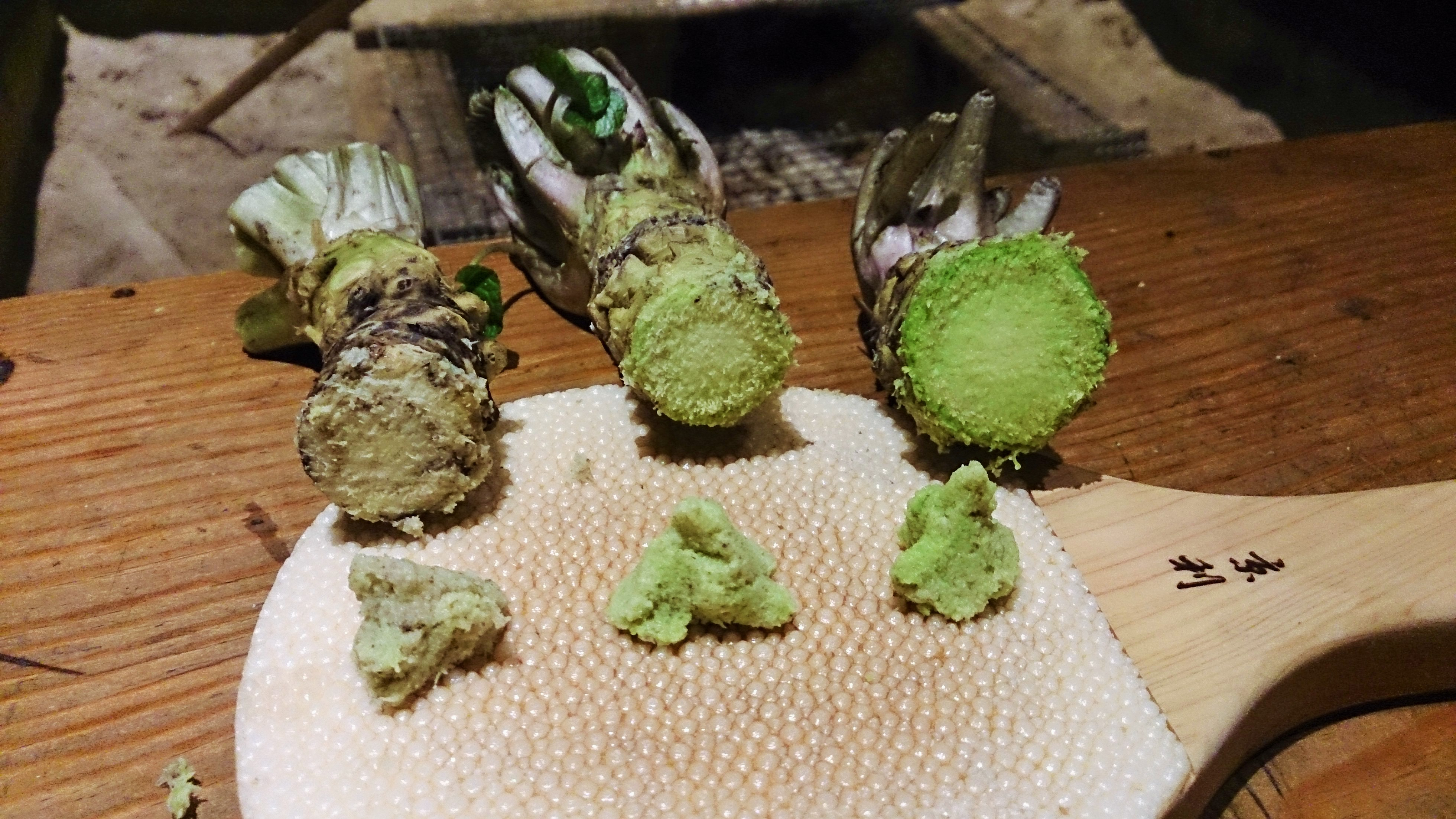
Pasta de wasabi, por lo general servida en los restaurantes de sushi.

En algunos restaurantes de categoría, se prepara la pasta cuando el cliente realiza su pedido, y se hace usando un rallador para rallar el tallo; una vez que la pasta está preparada, pierde su sabor en 15 minutos si se lo deja descubierto. En la preparación de sushi, los chefs por lo general utilizan el wasabi entre el pescado y el arroz debido a que si se cubre el wasabi el mismo mantiene su sabor.
Se pueden consumir las hojas frescas de wasabi, las mismas poseen el sabor picante del tallo del wasabi.
A veces se preparan legumbres (maní, porotos de soja, o arvejas) tostadas o fritas, luego se los recubre con polvo de wasabi mezclado con azúcar, sal, o aceite y consumidas como un aperitivo crocante.

## Sucedáneos
Las condiciones necesarias para el crecimiento del wasabi son tales que limitan en gran medida su cultivo. Esta imposibilidad de cultivarlo en grandes cantidades para satisfacer la demanda, hace que el mismo sea bastante caro. Por lo tanto, fuera de Japón, es raro encontrar plantas de wasabi. A causa de su costo elevado, un sustituto muy usado es una mezcla de rábano picante, mostaza, almidón y colorante alimenticio verde o polvo de espinaca. A menudo los paquetes poseen el rotulo de wasabi pero entre sus ingredientes no figura la planta de wasabi. El wasabi y el rábano picante poseen un sabor y pungencia similar a causa de los niveles de isotiocianato que tienen. La principal diferencia entre los dos es el color ya que el wasabi es naturalmente de color verde. En Japón, el rábano picante es denominado "wasabi occidental" (en japonés: 西洋わさび, lit. 'seiyō wasabi'). En los Estados Unidos, el wasabi verdadero solo se consigue en tiendas especializadas y restaurantes exclusivos.

## Química

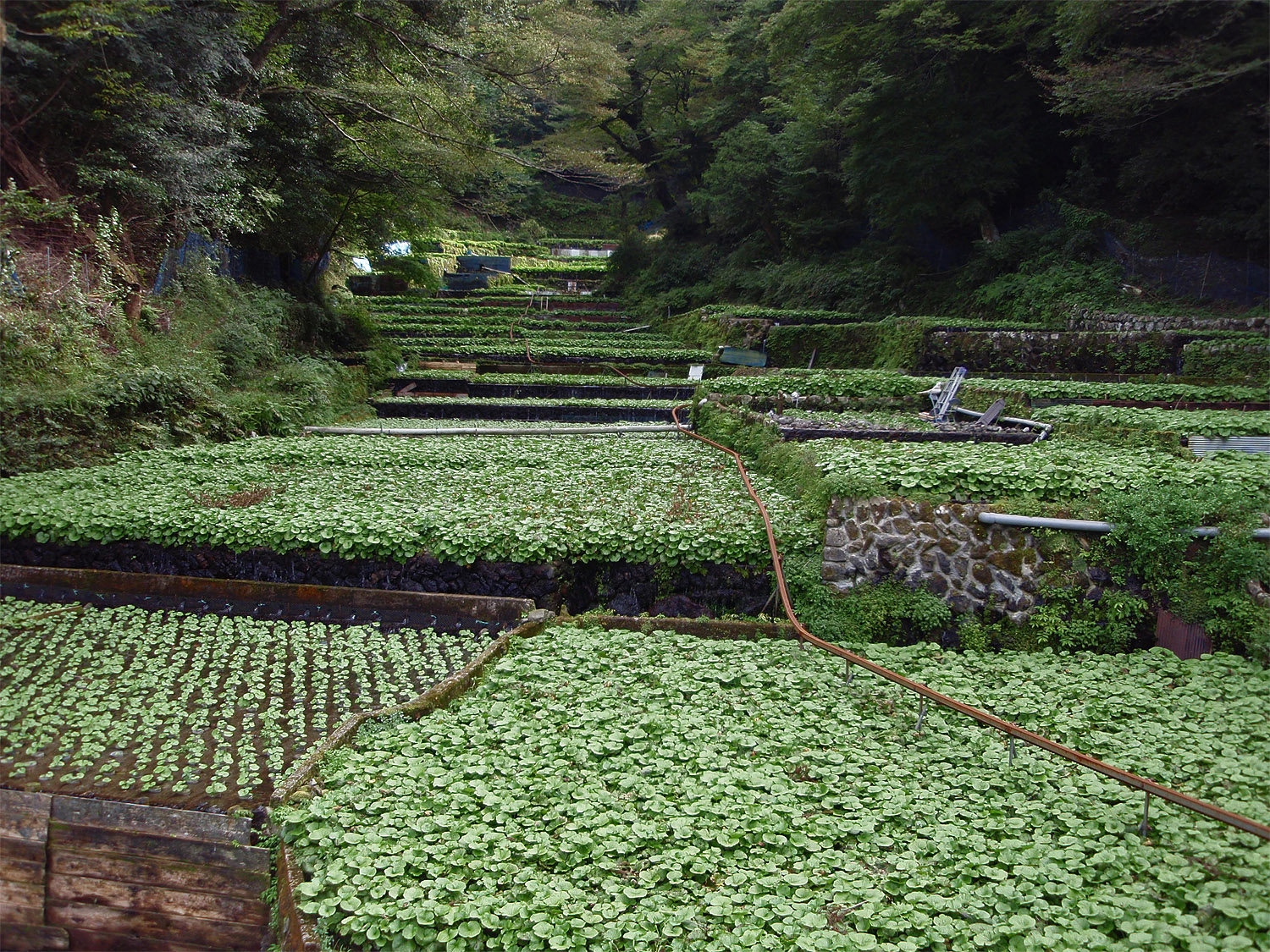
Cultivo de wasabi en la península de Izu en Japón.

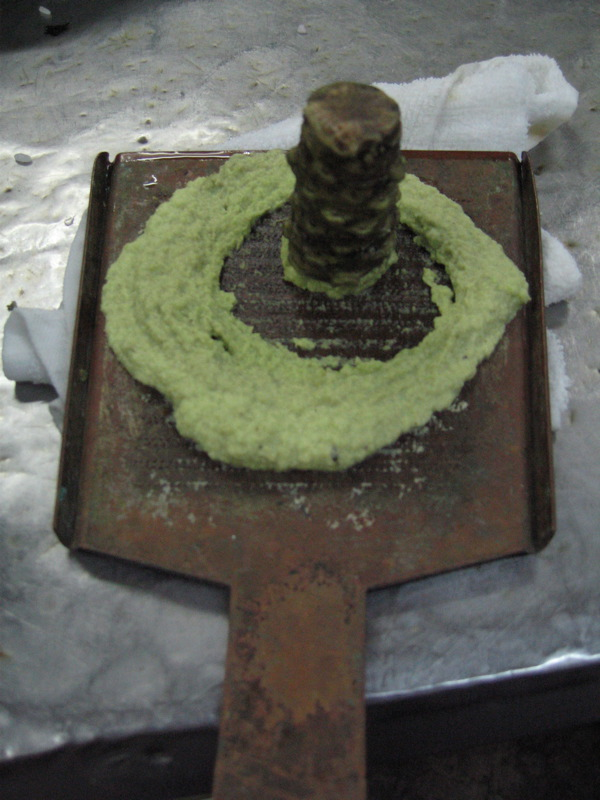
Wasabi en forma de pasta

Es la estructura química de algunos de los componentes del wasabi la que produce su pungencia inicial, en particular el alil isotiocianato que es un compuesto volátil, el cual es producido por hidrólisis de tioglucósidos naturales (conjugados de la glucosa del azúcar, y compuestos orgánicos naturales que contienen azufre); la reacción de hidrólisis es catalizada por la mirosinasa y tiene lugar cuando se libera la enzima al romperse las células durante la maceración (por ejemplo rallado) de la planta. El mismo compuesto es el responsable de la pungencia del rábano picante y de la mostaza. Cuando se dañan las plantas de wasabi se libera alil isotiocianato, ya que el mismo actúa como un mecanismo de defensa.
El sabor particular del wasabi es producto de la mezcla de compuestos químicos complejos provenientes de las células de la planta, incluidos aquellos producto de la hidrólisis de tioglucosidos en glucosa y metiltioalquilo isotiocianatos:
- 6-metiltiohexil isotiocianato
- 7-metiltioheptil isotiocianato
- 8-metiltiooctil isotiocianato

Investigaciones realizadas han indicado que este tipo de isotiocianatos inhiben el crecimiento de microorganismos, lo que tal vez pueda utilizarse en estudios sobre preservación de alimentos y supresión de crecimiento bacteriano en la boca.

Debido a que las sensaciones de pungencia que produce el wasabi no se deben a aceites, los mismos poseen una duración breve comparada con los efectos que producen los ajíes o chiles y son rápidamente eliminados mediante la ingesta de algún alimento o líquido. La sensación se manifiesta principalmente en las fosas nasales y puede ser bastante dolorosa dependiendo de la cantidad consumida. El inhalar u oler vapor de wasabi produce un efecto similar al efecto de las sales aromáticas, esta propiedad está siendo investigada por investigadores para intentar crear una alarma de humo para sordos. Una persona sorda que participaba en una prueba del prototipo se despertó a los 10 segundos de que se había lanzado un spray de wasabi vapor en la habitación donde estaba dormido. El Premio Ig Nobel en Química del año 2011 le fue otorgado a investigadores que determinaron la densidad ideal de wasabi en el aire tal que las personas que estén durmiendo se despierten en caso de una emergencia.

## Cultivo

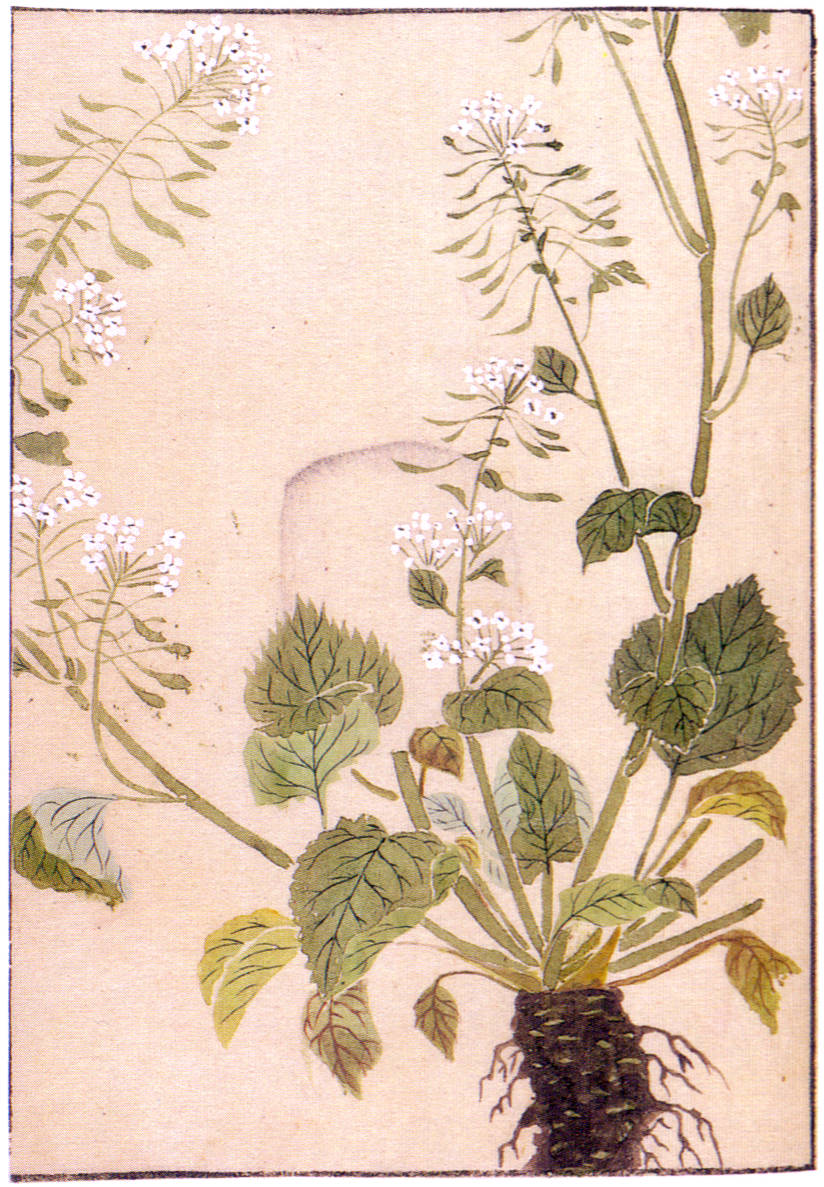
Dibujo de una planta de wasabi, publicado en 1828 por Iwasaki Kanen.

Existen pocos sitios que resultan adecuados para el cultivo de wasabi en gran escala, y el cultivo es difícil aun en condiciones ideales. En Japón, el wasabi es cultivado en las siguientes regiones:
- Península de Izu, en la Prefectura de Shizuoka
- Prefectura de Nagano incluido el Daio Wasabi Farm en Azumino; un destino turístico popular y la granja más grande del mundo productora de wasabi.
- Prefectura de Iwate

| Prefectura             | Cultivado en agua | Cultivado en agua | Cultivado en tierra | Cultivado en tierra | Total | Total   | Total   |
| Prefectura             | Tallo             | Peciolo           | Tallo               | Peciolo             | Tallo | Peciolo | Total   |
| ---------------------- | ----------------- | ----------------- | ------------------- | ------------------- | ----- | ------- | ------- |
| Prefectura de Shizuoka | 295.1             | 638.2             | 4.5                 | 232.3               | 299.6 | 870.5   | 1,170.1 |
| Nagano                 | 316.8             | 739.2             | 7.2                 | 16.8                | 324.0 | 756.0   | 1,080.0 |
| Prefectura de Iwate    | 8.8               | 1.5               | 2.4                 | 620.5               | 11.2  | 622.0   | 633.2   |
| Shimane                | 2.4               | 10.1              | 9.0                 | 113.0               | 11.4  | 123.1   | 134.5   |
| Ōita                   | 0.5               | 8.9               | -                   | 94.0                | 0.5   | 102.9   | 103.4   |
| Yamaguchi              | 2.5               | 2.2               | 22.5                | 54.2                | 25.0  | 56.4    | 81.4    |
| Otros                  | 65.8              | 48.1              | 61.7                | 108.0               | 127.5 | 156.1   | 283.6   |
| Total                  | 691.9             | 1,448.2           | 107.3               | 1,238.8             | 799.2 | 2,687.0 | 3,486.2 |

## Taxonomía
La especie fue descrita inicialmente como Lunaria japonica por Friedrich Anton Wilhelm Miquel y publicado en Annales Musei Botanici Lugduno-Batavi. 2: 74, en 1865, actualmente es tanto un sinónimo como el basónimo de esta; y ulteriormente, sería transferida al género Eutrema por Gen-Iti Koidzumi en Florae Symbolae Orientali-Asiaticae 22, en 1930.

#### Etimología
Ver: Eutrema
japonicum: epíteto geográfico que alude a su localización en Japón.